# Décennie 1550 en arts plastiques
Chronologie des arts plastiques
Années 1540 - Années 1550 - Années 1560
Cet article concerne les années 1550 en arts plastiques.

## Événements
- Giorgio Vasari  publie en 1550 Les Vies des meilleurs peintres, sculpteurs et architectes, texte fondateur de l'histoire de l'art, réédité en 1568 dans une version étendue aux artistes contemporains[1].

## Réalisations
- Vers 1550 : La Nativité de saint Jean-Baptiste et La Tentation d'Adam et Ève (vers 1550-1553), peintures du Tintoret[2].

- 1552-1554 : Danaé, peinture du Titien (musée du Prado)[3].
- 1552 : La Tentation de saint Antoine, peinture de Véronèse pour la cathédrale de Mantoue (Musée des Beaux-Arts de Caen)[4].
- 1553 : Autoportrait au Colisée, tableau du peintre néerlandais Maarten van Heemskerck[5].
- 1554 : Venus et Adonis, peinture du Titien[6].
- 1554-1556 : Persée et Andromède, toile du Titien[7].
- 1555 : Suzanne et les vieillards et Mars et Vénus surpris par Vulcain, peintures du Tintoret[8].
- 1er décembre 1555-30 octobre 1556 : Véronèse décore l'église San Sebastiano de Venise de trois scènes du Livre d'Esther ; Esther présentée au roi Assuérus, le Couronnement d'Esther et  le Triomphe de Mardochée[9].
- Vers 1555 :  Vénus au miroir, toile du Titien[10].

- 1556 :
  - Le Couronnement de l’empereur Frédéric Barberousse, peinture du Tintoret[8].
  - Portrait d'Anne de Montmorency, plaque d'émail de Léonard Limosin[2].
- 1556-1559 : Diane et Actéon, toile du Titien[10].
- 1557 : Le Massacre des Innocents, tableau de Daniele da Volterra[8].

- Vers 1558 : La Chute d'Icare, tableau de Pieter Brueghel l'Ancien[2].
- 1559 :
  - La Mort d'Actéon, toile du Titien[2].
  - Le Combat de Carnaval et Carême, toile de Pieter Brueghel l'Ancien[11].